# Scot Carrier
Scot Carrier är ett engelskregistrerat lastfartyg, byggt i Hoogezand i Nederländerna och sjösatt 2018. Scot Carrier var den 13 december 2021 klockan  03:30 inblandad i en fartygsolycka i Bornholmsgattet mellan Kåseberga och Rönne.
Scot Carrier kolliderade med den danska bottentippningspråmen Karin Høj, med två personer ombord, som kapsejsade. En person i besättningen på det kapsejsade fartyget omkom och den andra saknas.
Räddningsaktionen blev omfattande med ett 10-tal båtar från Sjöräddningen och Kustbevakningen, även flyg och helikopter deltog i sökande efter besättningen. Vid dykning hittades en person död ombord i en hytt, en person saknas fortfarande. 
Två personer på Scot Carrier anhölls direkt, en släpptes efter förhör, den andre häktades misstänkt för grovt vållande till annans död, grovt sjöfylleri och grov vårdslöshet i sjötrafik.
Den misstänkte brittiske besättningsmannen, som sedan den 15 december 2021 satt häktad i Trelleborg, fick sin överklagan i både Hovrätten och HD  avslagen, och blev i februari 2022 överlämnad till Danmark för kommande rättegång.  Rättegången i Köpenhamns tingsrätt startade den 16 juni 2022,  och samma dag erkände mannen på alla de punkter som han åtalats för. Styrmannen dömdes till 1,5 års fängelse.